# Die Freibadclique (Film)
Die Freibadclique ist ein deutsch-tschechisches Filmdrama von Friedemann Fromm, das am 24. Juni 2017 im Rahmen des Filmfestes München seine Premiere feierte. Der Film basiert auf einem gleichnamigen Roman von Oliver Storz.

## Handlung
Deutschland im Sommer 1944 zur Zeit der NS-Diktatur im fünften Jahr des Zweiten Weltkriegs: Onkel, Knuffke, Bubu, Zungenkuss und Hosenmacher, so ihre Spitznamen, sind Mitglieder der „Freibadclique“. Entgegen der Kriegspropaganda und dem verordneten Heldentum interessieren sich die fünf 15-jährigen Jungen in Schwäbisch Hall mehr für amerikanische Musik wie Swing, Big-Band-Sound und für die Mädchen in ihren Badeanzügen und weniger für den Krieg.
Der Film beginnt, als die Klasse mit den fünf Klassenkameraden von ihrem Lehrer mit ernster Miene in die Sommerferien verabschiedet wird, mit dem Wunsch, sie alle vollzählig nach den Ferien wiederzusehen.
Ein Treffpunkt der fünf ist das Plateau des 10-m-Bretts im Schenkenseebad, von dem Knuffke und Onkel, die in der Clique eine Führungsrolle innehaben, gern Seite an Seite in Formation, Ausführung 101 A, „die Lightning springen“, wie sie es nennen. Neben dem eigenen Spaß wollen sie damit auch die Aufmerksamkeit der attraktiven blonden Lore erwecken. Diesmal erzählt Hosenmacher auf dem Turm dem Rest der Clique, dass die angekündigte und als eher freiwillig angesehene Röntgenuntersuchung tatsächlich eine verdeckte Rekrutierungsmaßnahme ist und alle dort als tauglich Eingestuften gezwungen sein werden, „freiwillig“ in die Waffen-SS einzutreten.
Sie beschließen, nicht zu dieser Untersuchung zu gehen, werden aber kurz nach dem Stauffenberg-Attentat von der Feldgendarmerie aufgegriffen und zur „Musterung“ in eine Turnhalle gefahren. Im LKW überlegen sie, welche Überlebenschancen sie haben, und wie sie die Unterschrift noch vermeiden könnten. Knuffke verspricht Hosenmacher „keiner oder alle“ und die anderen drei schlagen mit ein. Bei der inszenierten „Musterung“ wird allen anwesenden Jungen erklärt, dass übliche Tauglichkeitskriterien oder freiwillige Meldungen zu anderen Militäreinheiten irrelevant sind und nur eine jüdische Abstammung eine Abkommandierung zur Waffen-SS verhindern kann. Hosenmacher wird als erster der Clique zur Abgabe seiner Unterschrift gezwungen und gemäß seinem Versprechen meldet sich Knuffke sofort anschließend freiwillig und unterschreibt. Als sich darauf auch Onkel freiwillig melden will, wird die komplette Prozedur wegen eines Tiefflieger-Angriffs unterbrochen und die fünf hoffen, dass dabei alle Unterlagen vernichtet wurden. Die drei, die noch nicht unterschrieben hatten, überlegen, sich nun tatsächlich völlig freiwillig zu melden, aber Knuffke warnt sie davor, sich unnötig ins Unglück zu stürzen, und verspricht ihnen, auf Hosenmacher aufzupassen.
Wochen später werden alle fünf mit vielen anderen zusammen als Hitlerjungen an die Westfront geschickt. Onkel träumt davon, dass Lore sie am Zug verabschiedet, und ihm wünscht, ähnlich dem Klassenlehrer zuvor, „bleib übrig“.
Auf der Fahrt macht Zungenkuss den anderen Hoffnung auf Erlebnisse mit Frauen, weil in den Ortschaften in Frontnähe alle Männer eingezogen wären und die Frauen schon länger keine Männer hätten. Onkel wird bei einem Kinobesuch dort tatsächlich von der neben ihm sitzenden Kriegswitwe Britta zu sexuellen Berührungen verführt und aus dem Kino zu ihr nach Hause gelockt, wo sie, während beide Sex haben, an ihren gefallenen Mann denkt. Währenddessen wird Zungenkuss als erster der fünf getötet, er stirbt bei einem erneuten Tiefflieger-Angriff.
Onkel gelingt es, auszukundschaften, dass der als ihr Sonderführer eingesetzte Feldgendarm der Wehrmacht eine sexuelle Affäre mit der Frau des Gauleiters hat. Damit erpresst er gemeinsam mit Knuffke Marschbefehle für alle vier weg von der Front. Auf Heimaturlaub erfährt Onkel von Knuffke, dass es gelungen ist, aus den Trümmern der Turnhalle die Meldungen zur SS von Knuffke und Hosenmacher zu bergen, und dass Lore bei einem Bombenangriff in ihrem Haus ums Leben gekommen ist.
Onkel und Bubu werden zur Volkssturm-Ausbildung eingeteilt und kurz nach Weihnachten zum Einsatz geschickt. Sie desertieren aber bereits auf dem Weg in der allgemeinen Unordnung während eines unerwarteten Gefechts mit der US-Armee. Jumbo, der sie bei ihren Plänen belauscht hatte, folgt ihnen und droht, sie zu melden, wenn sie ihn nicht mitnehmen. Als sie sich in Sicherheit vor Verfolgung durch NS-Einheiten fühlen, die Deserteure hinrichten, beschließen die drei, ihre Waffen in einem Fluss zu versenken. Einer spontanen Eingebung folgend wirft Bubu unbemerkt von den anderen beiden nur seine Gasmaske in den Fluss und behält seine Armee-Pistole.
Nach dem Einmarsch der US-Amerikaner kehren alle drei nach Hause zurück. Wieder auf dem Sprungturm „ihres“ Schwimmbads glauben Onkel und Bubu die einzigen Überlebenden ihrer Clique zu sein. Unter der Besatzungsmacht ist das Schwimmbad wieder geöffnet und auch Knuffke kommt wieder dorthin. Er hat sich sehr verändert, spricht gut englisch und gibt an, als Fahrer für die Besatzer zu arbeiten. Hosenmacher, so berichtet er, hat sich in den Vogesen mit einer Haftmine an einen US-amerikanischen Panzer gehängt und ist bei diesem Anschlag gestorben. Er selbst hat ein Auge verloren, als er während eines Verhörs durch den CIC eine Schlägerei anfing, wie er Onkel später erzählt. Der Hingucker für alle Jungen ist statt Lore in ihrem knallroten Badeanzug nun die auffallende Gunda, mit der Knuffke ein Verhältnis hat. Jumbo rät den beiden anderen, es bei der Tänzerin Ulla zu versuchen, die bei ihm im Haus wohnt, bei ihr hätten sie wohl Chancen auf Sex. Onkel und Bubu besuchen sie daraufhin, Ulla durchschaut sie sofort und geht zum Spaß darauf ein, spielt eine Zeit mit ihnen und schickt sie wieder fort.
Obwohl Knuffke ihn warnt, es sei gefährlich für ihn, zu viel zu wissen, fragt Onkel ihn immer wieder nach seiner Rolle bei den US-Besatzern aus und beschattet ihn, um dahinter zu kommen. Als er Knuffke erzählt, was er bereits beobachtet hat, verrät der ihm alles mit der Warnung, es für sich zu behalten und sich nichts anmerken zu lassen, weil er sonst in Gefahr sei: Knuffke arbeitet mit dem korrupten Captain McKee zusammen, indem er diesem für den deutschen Schwarzmarkt in großen Mengen US-amerikanische Hilfslieferungen abkauft, welche für überlebende NS-Opfer vorgesehen sind. Knuffke hält sich für sicher, weil McKee weiß, dass Knuffke hinter dessen Geschäfte mit ehemaligen Gestapo-Leuten gekommen ist, die McKee Raubgold gegen den Schutz vor dem Entdecktwerden geben. Knuffke setzt darauf, dass McKee nicht weiß, wem sonst er davon erzählt hat, und der es daher nicht riskieren könne, Knuffke etwas anzutun. Und obwohl McKee sie als seine Geliebte ansieht, wären er und Gunda ein Liebespaar und würden ihre gemeinsame Flucht planen, sobald er genug Geld zusammen hat.
Gunda nimmt Kontakt zu Onkel auf, da Knuffke ihr gegenüber erwähnt hatte, dass der sein einziger wirklicher Freund sei. Sie ist sich sicher, dass Knuffke McKee und die Gefahr, in der er selbst schwebt, unterschätzt, und dass eine solche Flucht niemals gelingen könne. Um Knuffke zu schützen, will sie ihn von sich abbringen, und sie bittet Onkel, ihr dabei zu helfen. Der aber weiß nicht, wer von beiden die Situation und damit die Gefahr besser einschätzen kann, und kann sich nicht entschließen, seinen Freund und dessen Liebe auseinanderzubringen.
Später beobachtet er, wie Knuffke in ein Besatzer-Auto einsteigt und kurz danach zwei Schüsse fallen. Er läuft dem Wagen nach und findet den tödlich angeschossenen Knuffke auf Bahngleisen liegen, kann aber nichts mehr für ihn tun. Anschließend beobachtet er, wie McKee einem Soldaten eine Pistole übergibt mit dem Auftrag, sie unter größter Geheimhaltung verschwinden zu lassen. Er ist sich sicher, dass McKee seinen Freund erschossen hat und plant, diesen mit der Pistole zu erschießen, die ihm Bubu inzwischen übergeben hat und die er eigentlich schon längst hätte wegwerfen wollen. Mit dieser Aktion würde er auch Gunda zur Freiheit verhelfen.
Aus einem Hinterhalt bereits die Pistole auf McKee gerichtet, bringt er, der es geschafft hatte, selbst in seiner Militärzeit auf keinen einzigen Menschen zu schießen, das aber nicht über sich und wirft die Waffe doch noch in den Fluss.
Der Film endet, wie er beginnt: Im gleichen Klassenzimmer kommt der gleiche Lehrer ein gutes Jahr später zum Unterricht, findet aber nur etwa die Hälfte der ursprünglichen Schüler vor.
Der Film wird mehrfach durch in Schwarzweiß gedrehte Szenen unterbrochen, die Handlungen des Films vorwegnehmen, den Mord an Knuffke und Onkels missglückte Rache.

## Produktion
Der Film basiert auf dem Roman Die Freibadclique des Regisseurs und Drehbuchautors Oliver Storz aus dem Jahr 2008. Der im Jahr 2011 verstorbene Autor kam als Sohn des Schriftstellers und späteren baden-württembergischen Kultusministers Gerhard Storz zur Welt. Er wuchs in der Kleinstadt Schwäbisch Hall auf und wurde 1944 im Alter von 15 Jahren noch zum Volkssturm eingezogen. Er überstand den Zweiten Weltkrieg unversehrt, was er später in seinem Buch verarbeitete, in dem er von der verlorenen Jugend speziell des Jahrgangs 1929 erzählt, dem er selbst angehörte.
Bei seiner Arbeit als Filmregisseur interessierten Storz die Reste an Menschlichkeit im untergehenden „Dritten Reich“, genauso wie die Überreste an Unmenschlichkeit in der jungen Bundesrepublik. Als sein Roman Die Freibadclique in einer Epoche mit historischen TV-Gesamtgemälden wie Luftbrücke und Dresden 2008 erschien, war die Kritik überrascht, wie hier im Alter ein großer Fernsehmann einen so kleinräumigen, total subjektiven Roman veröffentlichte, noch dazu voll von Vulgärjargon und feuchten Jünglingsträumen.

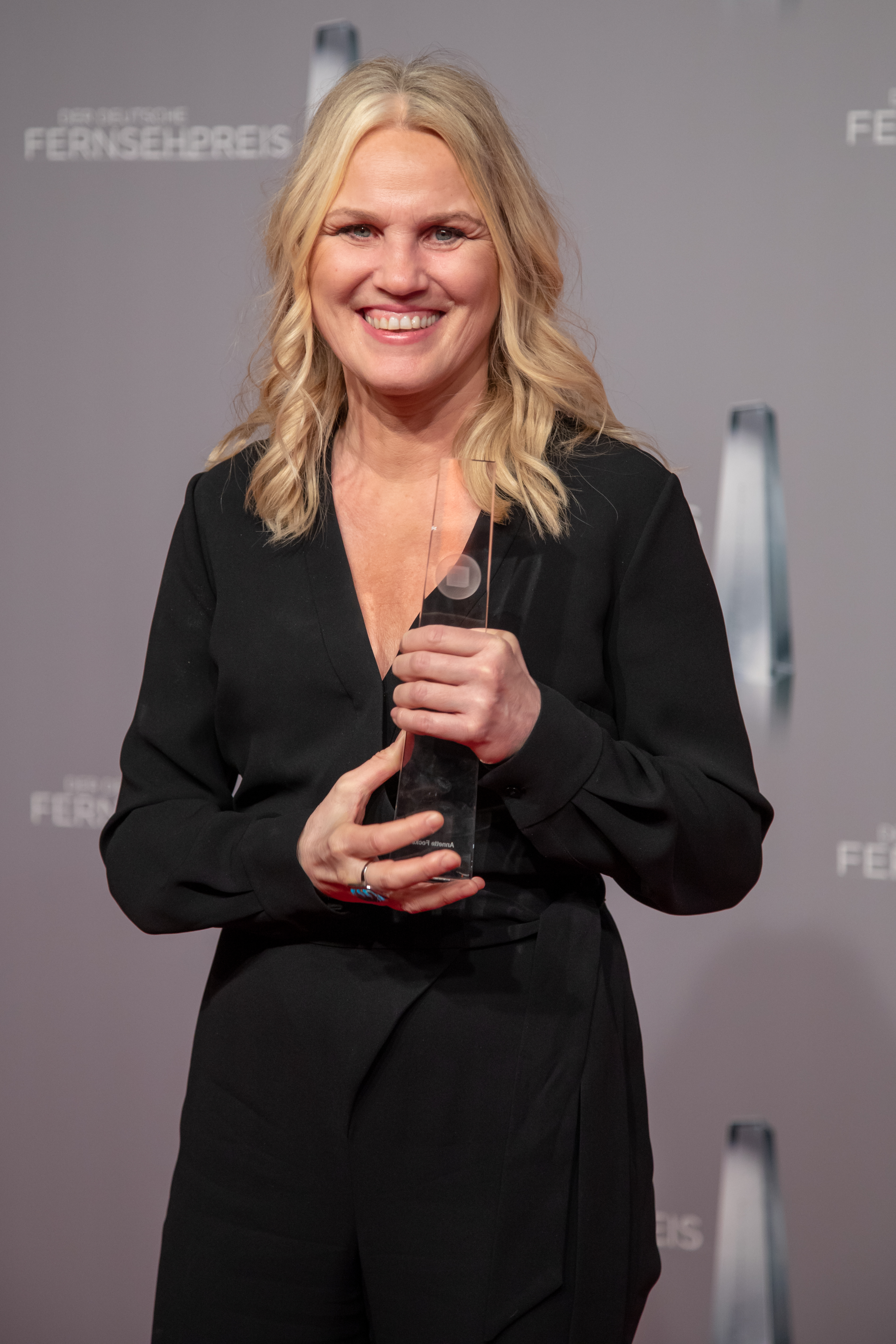
Die Filmmusik komponierte Annette Focks

Der Film ist eine Produktion von Zieglerfilm Baden-Baden und Produzent Marc Müller-Kaldenberg. Er wurde von Mia Film, Zieglerfilm München, dem SWR, der ARD Degeto, dem MDR, dem SR und dem NDR koproduziert. Er wurde mit 450.000 Euro von der Medien- und Filmgesellschaft Baden-Württemberg, mit 250.000 Euro vom FilmFernsehFonds Bayern und vom Tschechischen Staatsfonds der Kinematografie gefördert. Regie führte Friedemann Fromm, der auch Storz’ Roman für den Film adaptierte. Wie Storz hatte auch Fromm mit dem dreiteiligen, mit dem International Emmy gekrönten ZDF-Epos Die Wölfe bereits 2009 eine eigene Arbeit über die Nachkriegszeit vorgelegt und darin erzählt, wie eine Gruppe unterschiedlicher Halbwüchsiger aus den Trümmern des Krieges kleine eigene Wirtschaftsreiche errichteten.
Am 23. August 2016 wurden die Dreharbeiten im schwäbischen Bad Wimpfen begonnen. Das Freibad der Stadt wurde hierfür eine Woche lang für Besucher geschlossen. Hauptdrehort war Schwäbisch Hall, die Heimatstadt des Autors Storz. Weitere Dreharbeiten fanden in Bayern und in Tschechien statt. Am 30. September 2016 wurden die Dreharbeiten beendet.
Die Filmmusik komponierte Annette Focks, die für ihre Arbeit im Rahmen des Deutschen Fernsehpreises 2019 ausgezeichnet wurde.
Der Film feierte am 24. Juni 2017 im Rahmen des Filmfestes München seine Premiere. Der weltweite Vertrieb wurde von Beta Film übernommen. Die Erstausstrahlung im Ersten erfolgte am 28. März 2018. Ebenso zeigte ORF 2 den Film an diesem Tag. Die DVD erschien am 29. März 2018.

## Rezeption

### Kritiken
Ulrich Feld von der Frankfurter Neuen Presse sagt, es sei Friedemann Fromm bestens gelungen, den Zuschauer mit ins Grauen von Krieg und NS-Terror wie auch in die unmittelbare Nachkriegszeit zu versetzen. Der Regisseur arbeite dabei viel mit Kontrasten, wobei er manches mit Zeitlupe noch intensiviert: „Wasser bekommt dabei immer wieder eine vielschichtige Bedeutung, vom Schwimmbad bis zum strömenden Regen. Wasser steht im Film oft auch als Symbol der Auflösung.“
Christian Buß von Spiegel Online meint, wie Oliver Storz in seinen Filmen und Büchern, zeichne auch Fromm ein sinnenfreudiges Psychogramm jener Flakhelfer, die später die Geschicke der Bundesrepublik bestimmen sollten: „Der Überlebenswille, die Selbstbezwingbarkeit und die saloppe Pragmatik, jene Eigenschaften, die auch die Halbstarken am Schwimmbeckenrand auszeichnet, bildeten im gewissen Sinne die Grundlagen dafür, Trümmerdeutschland in kürzester Zeit zur Wirtschaftsmacht aufzubauen.“
Arnold Hohmann von der Berliner Morgenpost sagt in seiner Kritik, trotzdem solle man keinen klassischen Kriegsfilm erwarten, und schon die Buchvorlage habe eigentlich mehr von einer Heranwachsenden-Geschichte gehabt. Fromm treibe eine Vorsicht bei der Darstellung des Kriegsgeschehens auf die Spitze, wenn er beispielsweise den Tod des Freundes Hosenmacher während eines Bomberangriffs nur aus extremer Höhe darzustellen wagt. Überhaupt komme einem der Krieg hier manchmal wie ein Spiel vor, so Hohmann, der Film profitiere jedoch von starken Nachwuchsdarstellern.
Nikolaus von Festenberg von Zeit Online meint, was Friedemann Fromm und Kameramann Anton Klima aus dem Roman gemacht haben, passe zum Aufbruch der Fernsehbranche in eine neue Sinnlichkeit bei der Beschäftigung mit der Vergangenheit: „Ku’damm 59 tanzte mit romanhaftem Eigensinn den restaurativen Kern der Adenauer-Zeit heraus, im Kleinstadtfreibad sind wir dabei, wie die Lebensträume einer verlorenen Generation ertrinken: die Träume des Jahrgangs 1929, der das Nazigewäsch vom flinken Windhund und Hart-wie-Kruppstahl-Sein nicht mehr glaubt.“  Viele Dinge lasse der Film, wie schon das Buch, jedoch unerklärt.

### Einschaltquoten
Bei seiner Erstausstrahlung im Ersten am 28. März 2018 zählte der Film 4,79 Millionen Zuschauer, was einem Marktanteil von 15,6 Prozent entsprach. Bei den 14- bis 49-Jährigen lag der Marktanteil bei 10,7 Prozent.

### Einsatz im Schulunterricht
Im Frühjahr 2019 wurde der Film im Rahmen der SchulKinoWochen in Baden-Württemberg vorgestellt.

### Auszeichnungen
Deutscher Fernsehpreis 2019

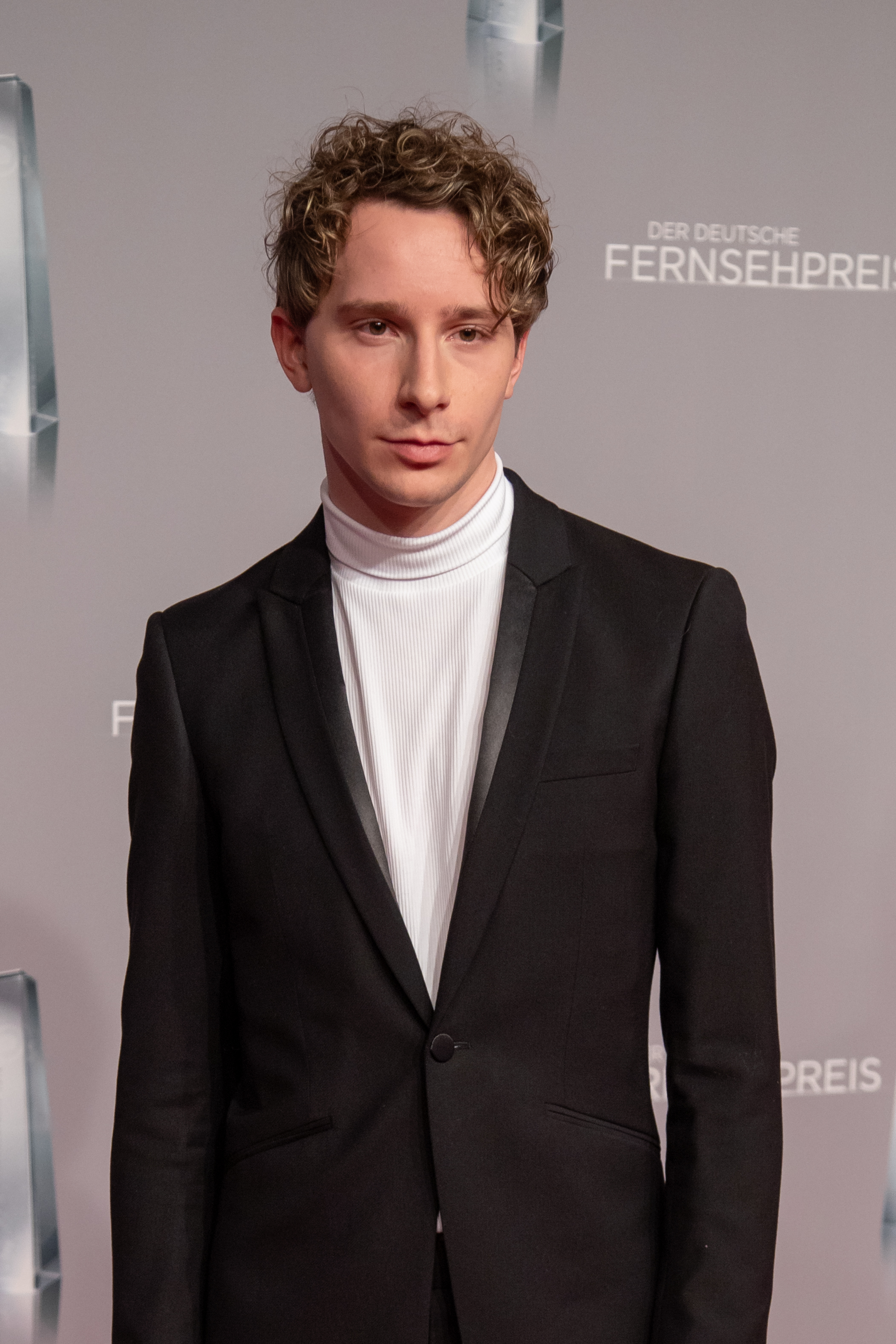
Jonathan Berlin bei der Verleihung des Deutschen Fernsehpreises 2019

- Nominierung als Bester Schauspieler (Jonathan Berlin, auch für Kruso)
- Auszeichnung für die Beste Musik (Annette Focks)

Deutscher Schauspielpreis 2018
- Nominierung als Bester Nachwuchs (Jonathan Berlin)

Fernsehfilmfestival Baden-Baden 2018
- Wettbewerbsnominierung[16]

Venice TV Award 2018
- Gold Medal als Bester TV-Film, englischer Titel: Summer of '44 - The Lost Generation